# Centrolene notostictum
Centrolene notostictum è un anfibio anuro appartenente alla famiglia Centrolenidae, endemico del Dipartimento di Cundinamarca, in Colombia. I suoi habitat preferiti sono la foresta montuosa tropicale e subtropicale e i fiumi. In considerazione dei numerosi avvistamenti e dell'ampio areale, secondo l'IUCN non è considerata una specie minacciata.